# I Am Me
I Am Me je druhé album americké zpěvačky Ashlee Simpson, které vyšlo v roce 2005 a vyšly z něj dva singly Boyfriend a L.O.V.E. . Album hned v prvním týdnu prodeje debutovalo na 1. místě v USA. Na albu opět spolupracovala s Karou Dioguardi nebo Johnem Shanksem.

## Informace o albu
I Am Me vyšlo po patnácti měsících od debutu Autobiography, důvodem podle Ashlee bylo, že se jí chvíle klidu zdály nudné, a proto se ihned pustila do práce na druhém albu. Podle ní ale cítila při nahrávání menší tlak než při natáčení debutové desky.
Deska byla opět natočena v pop rockovém stylu, stejně jako první album. Deska I Am Me je více agresivnější a energičtější

## Kritika
BBC desku pochválilo, i když naznačili, že se Ashlee pořád hledá. Magazín Stylus napsal o Ashlee, že se konečně stala opravdovou umělkyní, a že natočila velmi dobrou desku.
Nicméně Rolling Stone nabídl na desku ještě negativnější recenzi, než na Autobiography a napsal o album I Am Me: „Je to sbírka jedenácti bezcitných písní. V podniku nabízejí vždy něco pro někoho, Ashlee Simpson nenabízí nic pro všechny.“
I All Music Guide byl k desce velmi kritický a napsal: „Tohle není rock, písně nejsou tak přitažlivé, jsou studené a Ashlee Simpson na albu poukázala na všechny své pěvecké chyby“.
Další recenze označovaly desku za solidní, ale ne velkolepou.

## Seznam písní
1. "Boyfriend" – 3:00
2. "In Another Life"– 3:48
3. "Beautifully Broken"– 3:16
4. "L.O.V.E." – 2:34
5. "Coming Back for More" – 3:30
6. "Dancing Alone" – 3:55
7. "Burnin Up" – 3:57
8. "Catch Me When I Fall" – 4:02
9. "I Am Me " – 3:18
10. "Eyes Wide Open" – 4:10
11. "Say Goodbye" – 4:15

### Bonusy
1. "Kicking and Screaming" – 2:58
2. "Fall in Love With Me" – 2:58
3. "Get Nasty" – 3:16